# جام چنل وان ۲۰۰۷
جام چنل وان ۲۰۰۷ دومبن دوره از جام چنل وان بود که از ۲۴ ژانویه تا ۱ فوریه ۲۰۰۷ در تل آویو، اسرائیل و در ورزشگاه‌های کیریات الیرز و بلومفیلد برگزار شد. برخلاف دوره ۲۰۰۶ به غیر از تیم‌های روسی و اوکراینی، دو تیم از اسرائیل نیز در مسابقات شرکت کردند.

## مرحله گروهی

### گروه ۱
| تیم ۱         | نتیجه | تیم ۲         |
| ------------- | ----- | ------------- |
| مکابی حیفا    | ۱–۱   | دینامو کی‌یف   |
| دینامو کی‌یف   | ۲–۲   | اسپارتاک مسکو |
| اسپارتاک مسکو | ۲–۰   | مکابی حیفا    |

| رتبه | تیم           | بازی | ب | م | ش | گ‌ز | گ‌خ | ت  | ام |
| ---- | ------------- | ---- | - | - | - | -- | -- | -- | -- |
| ۱    | اسپارتاک مسکو | ۲    | ۱ | ۱ | ۰ | ۴  | ۲  | ۲  | ۴  |
| ۲    | دینامو کی‌یف   | ۲    | ۰ | ۲ | ۰ | ۳  | ۳  | ۰  | ۲  |
| ۳    | مکابی حیفا    | ۲    | ۰ | ۱ | ۱ | ۱  | ۳  | -۲ | ۱  |

### گروه ۲
| تیم ۱          | نتیجه | تیم ۲          |
| -------------- | ----- | -------------- |
| زسکا مسکو      | ۴–۱   | هاپوئل تل آویو |
| شاختار دونتسک  | ۰–۲   | زسکا مسکو      |
| هاپوئل تل آویو | ۱–۴   | شاختار دونتسک  |

| رتبه | تیم            | بازی | ب | م | ش | گ‌ز | گ‌خ | ت  | ام |
| ---- | -------------- | ---- | - | - | - | -- | -- | -- | -- |
| ۱    | زسکا مسکو      | ۲    | ۲ | ۰ | ۰ | ۶  | ۱  | ۵  | ۶  |
| ۲    | شاختار دونتسک  | ۲    | ۱ | ۰ | ۱ | ۴  | ۳  | ۱  | ۳  |
| ۳    | هاپوئل تل آویو | ۲    | ۰ | ۰ | ۲ | ۲  | ۸  | -۶ | ۰  |

## فینال
| زسکا مسکو                         | ۳ – ۲ | اسپارتاک مسکو            |
| --------------------------------- | ----- | ------------------------ |
| سیارانس ۵۲' · ریمون ۶۷' · ژو ۱۲۰' |       | رومن پاولیوچنکو ۵۸'، ۸۷' |